# Mã Giai thị
Mã Giai thị (tiếng Mãn: ᠮᠠᡤᡳᠶᠠ ᡥᠠᠯᠠ; tiếng Trung: 馬佳氏) là một trong tám gia tộc lớn nhất của người Mãn Châu. Nguyên từ khu vực Giyaliku Magiya, tên của vùng đất đó. 
Sau cách mạng Tân Hợi, đại đa số hậu duệ gia tộc Mã Giai Thị đã cải tộc sang họ Mã.